# Арнольд фон Болен унд Гальбах
Арнольд Густав Ганс фон Болен унд Гальбах (нім. Arnold Gustav Hans von Bohlen und Halbach; 25 жовтня 1908, Ессен — 8 січня 1909, Ессен) — другий син німецького підприємця Густава Круппа.

## Біографія
Арнольд прожив всього 3 місяці. Згідно сімейних документів та розповідей його тітки Барбари фон Вільмовскі, до його смерті була причетна годувальниця.
Арнольд був похований на сімейній ділянці Круппів на цвинтарі Кеттвігер Тор. В 1955 році під час ліквідації цвинтаря останки Арнольда були ексгумовані і перепоховані на цвинтарі Бреденай, поруч з іншими Круппами.

## Спадок
Смерть Арнольда стимулювала його батьків відкрити пологовий будинок для співробітниць фірми «Крупп», які не могли отримати в необхідний догляд вдома.
1 липня 1912 року Берта Крупп відкрила «Будинок Арнольда для породіль» в житловому комплексі Альтенгоф в Ессені-Рюттеншайді. Будинок був зруйнований авіацією союзників в 1944 році. В 1980-х роках фонд Альфріда Круппа фон Болена унд Гальбаха під керівництвом Бертольда Байца розпочав будівництво нової лікарні імені Альфріда Круппа, в якій був відкритий акушерський відділ, названий «Будинком Арнольда».

## Вшанування пам'яті
На честь Арнольда названа вулиця в Ессені. До 1945 року його ім'я також носила вулиця в Магдебурзі, на якій був розташований філіал фірми Круппів.